# Інглвуд-Парк
Інглвуд-Парк (англ. Inglewood Park Cemetery) — кладовище, розташоване в Інглвуді, штат Каліфорнія. Засноване 1905 року. Належить і управляється Асоціацією кладовища Інглвуд-Парк. Територія кладовища займає 115 гектар, з яких 95 гектар займають поховання. Перше поховання відбулося 20 липня 1906 року. У 1913 році в Інглвуд-Парку був побудований перший у Каліфорнії громадський мавзолей.

## Відомі особистості, які поховані на цвинтарі
- Чет Бейкер